# 瓦迪利利
35°30′43″N 1°16′17″E / 35.51194°N 1.27139°E
瓦迪利利（阿拉伯语：‎），是阿爾及利亞的城鎮，位於該國北部，由提亞雷特省負責管轄，是瓦迪利利區的首府，面積227平方公里，海拔高度518米，2008年人口12,574，人口密度每平方公里55人。